# Guyette Lyr
Guyette Lyr est une femme de lettres française.

## Biographie
Guyette Lyr passe une partie de son enfance en Italie puis revient en France pour y suivre des études de Lettres puis de théâtre. 

## Œuvres
- Adèle Ripois ou le Portrait, Mercure de France, 1979  (ISBN 978-2715211827)
- La fuite en douce, Mercure de France, 1976  (ISBN 978-2231004781)
- Un trou dans le soleil, Mercure de France, 1981
- L'herbe des fous, Mercure de France, 1978
- Les portes du secret, Seuil, 1999  (ISBN 9782020319829)
- La très vivante, Actes Sud, 2001  (ISBN 9782742731183)
- Oser s'exprimer, Eyrolles, 2001  (ISBN 9782708126060)
- La saison des hommes, Actes Sud, 2005  (ISBN 9782742756445)
- La petite nudité, Calmann-Lévy, 2006  (ISBN 9782702121146)
- Judith nothing, Actes Sud, 2011  (ISBN 9782742794683)[2]
- Les mille et une femmes : Petit manuel de survie pour messieurs en terrain miné, Le Passage, 2011  (ISBN 9782847421781)
- Lui à deux pas de moi, Actes Sud, 2020  (ISBN 9782330130633)

## Pour la scène
- L'amoureuse et Attention à la marche : deux comédies qu'elle a jouées en France, Belgique, États-Unis et Israël.
- Au-Dessus du Train, L'avant-scène, 2003  (ISBN 9782907468701)
- Aimer sa mère, Actes-Sud, représenté en janvier 2005 par Le Théâtre National de Nice dans une mise en scène d'Alfredo Arias.
- Maisons jupons, L'avant-scène, 2004  (ISBN 9782907468374)

## Prix et récompenses
- Grand prix des lectrices de Elle et Prix Hermès en 1977 pour La fuite en douce[3],[4].
- Prix Talents nouveaux de la Société des Auteurs dramatiques[1].